# Schouderblad
Het schouderblad of scapula is in de menselijke anatomie het vlakke driehoekige bot dat de achterzijde van de schouder vormt. De mens heeft twee schouderbladen, deze maken deel uit van de schoudergordel. Het schouderblad en de sleutelbeenderen (claviculae) zorgen ervoor dat de mens zijn armen bijna volledig kan roteren.
Het schouderblad vormt met de bovenarm (humerus) het schoudergewricht (articulus humeri). De kom van dit gewricht is erg klein in vergelijking met de grote kop van de bovenarm en bovendien zijn er vrijwel geen sterke gewrichtsbanden die het gewricht ondersteunen. Dat maakt het schoudergewricht extra gevoelig voor luxaties.
Het schouderblad is een vrij dun bot maar ook een sterk bot door de licht gebogen vorm. Door deze vorm en door de bescherming die uitgaat van de vele sterke aan het schouderblad gehechte spieren komen gebroken schouderbladen haast nooit voor.

## Functie
Naast de anatomische functie van het schouderblad dat samen met het sleutelbeen (clavicula) een gewricht vormt waarin de kop van de bovenarm (humerus) kan roteren, heeft het ook een fysiologische functie: het produceert net als vrijwel alle platte beenderen in het volgroeide lichaam bloedcellen in het rode beenmerg.

## Structuur
| Tekening                                         |  | Foto |
| Figuur 1: Linkerschouderblad. Costaal oppervlak. |  |      |

| Tekening                                         |  | Foto |
| Figuur 2: Linkerschouderblad. Dorsaal oppervlak. |  |      |

| Tekening                                          |  | Foto |
| Figuur 3: Linkerschouderblad. Lateraal oppervlak. |  |      |

### Oppervlakken

#### Costaal
Het costale of ventrale oppervlak (fig. 1), de voorkant van het schouderblad of binnenzijde die naar de buik/borst is gericht, is hol (concaaf) van vorm. Deze uitbolling naar de rugzijde (dorsaal) wordt fossa subscapularis genoemd.
Het mediale twee derde gedeelte van deze fossa heeft enkele oblieke richels welke naar lateraal en boven lopen. Deze richels vormen een aanhechtingspunt voor de musculus subscapularis. Het lateraal derde gedeelte van de fossa is glad. Dit gedeelte wordt bedekt door de spiervezels van de musculus subscapularis.
Aan de mediale en inferieure scapulahoek wordt de fossa subscapularis gescheiden van de mediale rand door gladde driehoekige zones. In het gebied tussen de mediale en inferieure hoek verloopt de scheiding langs een nauwe richel (die vaak niet aanwezig is). Deze driehoekige zones en de tussenliggende richel bieden een aanhechtingspunt voor de musculus serratus anterior.

#### Dorsaal
Het dorsale oppervlak (fig. 2), de achterkant van het schouderblad of rugzijde die je ziet als je achter iemand staat, is enigszins naar de rugzijde (dorsaal) gebogen. Dit oppervlak wordt in twee ongelijke stukken verdeeld door een scherpe rand, de spina scapulae. Het gedeelte boven deze rand wordt fossa supraspinata genoemd, het gedeelte onder de rand fossa infraspinata.
- De fossa supraspinata, het kleinste van de twee, is hol (concaaf), glad, en breder aan de mediale kant dan aan de laterale kant. Het mediale twee derde gedeelte verzorgt de aanhechting van de musculus supraspinatus.

- De fossa infraspinata is veel groter; het mediale twee derde gedeelte van deze fossa verzorgt de aanhechting van de musculus infraspinatus.

### Botpunten
Kenmerkende botpunten aan het schouderblad zijn het ravenbekuitsteeksel (processus coracoideus) aan de voorzijde, het schouderdak (acromion) en de grote richel aan de achterzijde (spina scapulae). Het ravenbekuitsteeksel en het schouderdak steken uit boven de gewrichtskom met de bovenarm en helpen dit gewricht te stabiliseren. Het schouderdak vormt tevens het gewricht van het schouderblad met het sleutelbeen, het acromioclaviculaire of AC-gewricht.
schedel · wervelkolom · borstkas · borstbeen · schoudergordel · arm · bekkengordel · been

bot · gewricht · botten van de mens